# متباينات بيرنشتاين (نظرية الاحتمال)
في نظرية الاحتمال، متراجحات بيرنشتاين تعطي حدودا قصوى لاحتمال أن يتباعد مجموع عدة متغيرات عشوائية عن معدلهن.
{\displaystyle \mathbf {P} \left(\left|{\frac {1}{n}}\sum _{i=1}^{n}X_{i}\right|>\varepsilon \right)\leq 2\exp \left(-{\frac {n\varepsilon ^{2}}{2(1+{\frac {\varepsilon }{3}})}}\right).}
برهن على متراجحات بيرنشتاين ثم نشرها سيرغي بيرنشتين 
في عشرينيات وثلاثينيات القرن العشرين.